# Mikrusek myszaty
Mikrusek myszaty, lemurek myszaty (Microcebus murinus) – gatunek ssaka naczelnego z rodziny lemurkowatych (Cheirogaleidae). Chociaż jest jednym z najmniejszych naczelnych, mikrusek myszaty jest z większych mikrusków. Zamieszkuje różnego rodzaju lasy i rzadziej zarośla zachodniego Madagaskaru, w tym 6 parków narodowych, osiągając dość szeroki zasięg. Żyje na drzewach, śpiąc w dziuplach. Żywi się głównie bezkręgowcami i ich wydzielinami, a także pokarmem roślinnym. Samica może dwa razy w roku zajść w ciążę, rodząc najczęściej bliźnięta, wymagające opieki i karmienia mlekiem przez 6 tygodni. IUCN uznaje go za gatunek najmniejszej troski.

## Budowa

Porównanie wielkości mikruska myszatego i człowieka rozumnego

Mikrusek myszaty, mimo że należy do najmniejszych przedstawicieli rzędu naczelnych, zalicza się do większych mikrusków. Schwitzer i inni podają następujące wymiary: długość ciała (bez ogona) 12–14 cm, długość ogona 13–14,5 cm; masa ciała około 60 g bądź 65,9 ± 12,5. Ogólnie dymorfizmu płciowego w rozmiarach ani masie ciała nie obserwuje się, niemniej stwierdzono pewne różnice sezonowe. Mianowicie w okresie rozrodu samce są cięższe od samic, a w innych okresach ustępują im masą.
Cechą charakterystyczną mikrusków jest biała plama pomiędzy oczami. Niektóre mikruski myszate mają jeszcze ciemne znaczenia wokół oczu. Uszy są długie, mięsiste, dłuższe niż choćby u mikruska rdzawego. Grzbiet mikruska myszatego porasta brązowoszare futro, niekiedy wpadające w tony rudawe, poniżej boki ciała zabarwione są beżowo bądź jasnoszaro, jeszcze zaś niżej brzuch pokrywają plamy barwy stłumionego beżu bądź białawego beżu. Futro na częściach dłoni czy stóp jest białawe. Ciało wieńczy długi ogon, dłuższy niż głowa z tułowiem razem wzięte.

## Systematyka
Gatunek po raz pierwszy naukowo opisał w 1777 roku angielski przyrodnik John Frederick Miller, nadając mu nazwę Lemur murinus. Jako miejsce typowe odłowu holotypu Miller wskazał Madagaskar; ograniczone do Toliary, w południowej Andranomenie, 20 km na północny wschód od Morondavy, o współrzędnych 20°09′S 44°33′E/-20,150000 44,550000, na wysokości 40 m. 
Chociaż nie są rozpoznawane żadne podgatunki, dalsze badania mogą ujawnić kilka odrębnych form, na przykład osobniki ze skarpy Angavo są całkowicie szare, z wyjątkiem kilku kontrastujących czerwonawych odcieni na głowie i wokół oczu. Dane molekularne umiejscawiają M. murinus w pobliżu M. manitatra i M. ganzhorni, chociaż wydaje się być parafiletyczny. Autorzy Illustrated Checklist of the Mammals of the World uznają ten takson za gatunek monotypowy.

### Etymologia
- Microcebus: gr. μικρος mikros „mały”; κήβος kēbos „długoogoniasta małpa”[17].
- murinus: nowołac. murinus „mysio-szary”, od łac. murinus „myszowaty”, od mus, muris „mysz”[18].

## Tryb życia

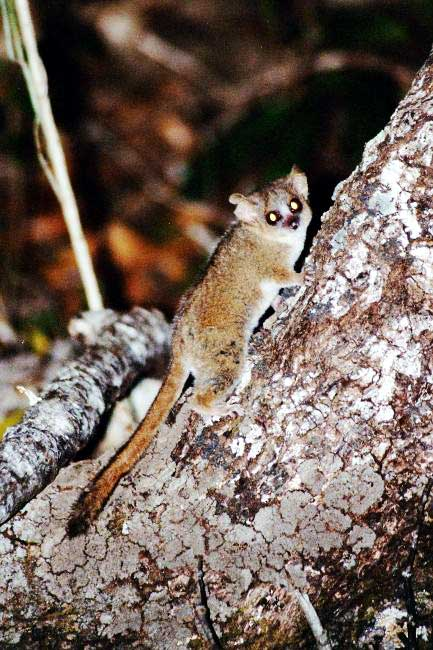
Mikrusek myszaty prowadzi nadrzewny tryb życia

Samce stronią od innych mikrusków, prowadząc samotne życie. Jednakże samice, zwykle spokrewnione ze sobą, mają w zwyczaju wspólnie sypiać w dziuplach drzew. Pozwala im to zaoszczędzić energię. Mogą też razem zajmować się młodymi. Jeden osobnik potrafi chować się w od 3 do 9 kryjówkach. Z jednej korzysta przez kilka dni z rzędu. Aktywność przypada na noc.
Mikrusek myszaty żyje na drzewach, wśród drobnych gałązek i lian. Areały samców istotnie zachodzą na siebie, w większym stopniu niż areały samic, przy czym dotyczy to także centralnych części areałów osobników sąsiadujących ze sobą. Obszary zajmowane przez samce są większe od obszarów samic, a osobniki zapadające w torpor korzystają z obszarów mniejszych od tych zachowujących aktywność cały rok. Pojedyncze zwierzę zajmuje 1,8 ha.
Odgłosy wydawane przez mikruski myszate przypominają odgłosy mikruski sambirańskie i rdzawe, zwłaszcza głośne gwizdy.
W Ankarafantsika odnotowano raczej dobowy niż sezonowy torpor. Obserwowano go także w Kiribny, ale tam samice potrafią także wchodzić w dłuższy torpor, czego nie czyni płeć męska.
Jak i inne lemurkowate, mikruski myszate nie tworzą trwałych par. Ich system rozrodu zachował wiele cech pierwotnych. Rozmnażają się promiskuitycznie, zarówno samce, jak i samice miewają licznych partnerów seksualnych, mimo że wcześniejsze dane z niewoli wskazywały na kopulacje samic tylko z dominującym samcem. W okresie rozrodu samica przeciętnie wchodzi w ruję 2,2 raza, co 45–55 dni. W niewoli zaobserwowano, że trzymane razem samice wchodzą w swą pierwszą w danym roku ruję jednocześnie, jednak już kolejne okresy płodności nie synchronizują się. Synchronizacja mogła zostać wywołana pojawieniem się samców. Te ostatnie, większą część roku lżejsze od samic, w sezonie rozrodczym przybierają większą masę, zwłaszcza jednak rosną im jądra, zwiększając się ośmiokrotnie. W rejonach sezonowego torporu samic samce znacząco zwiększają aktywność przed wybudzeniem się samic. Samiec kopuluje z samicą, pozostawia jej czop nasienia. W efekcie samica zachodzi w ciążę trwającą 54–68 dni, najczęściej wydając na świat dwa noworodki, aczkolwiek zdarzają się porody jedynaka bądź trzech–czterech noworodków, przychodzących na świat nagich i słabo rozwiniętych, o zamkniętych oczach, ważących od 4,6 do 7,2 g, śpiących płasko na brzuchu. Wcześnie potrafią czepiać się, jednak nie jeżdżą na matczynym grzbiecie. Po 2–4 dniach otwierają oczy. Mając 10–13 dni, zaczynają zabawę. Wtedy też zaczynają spać jak osobniki dorosłe, zwinięte na boku. Po trzech tygodniach wychodzą z gniazda, przynajmniej w niewoli. Wtedy też zaczynają skakać. Po miesiącu zaczynają przyjmować stałe pokarmy, wcześniej ssąc tylko mleko matki. Przez 6 tygodni matka nosi je i karmi mlekiem, potem je odstawia. Młode cechują się nagim brzuchem, na grzbiecie mają charakterystyczną szarą pręgę. W niewoli samica potrafi rodzić dwa razy rocznie. Zaobserwowano także zjawisko allorodzicielstwa, kiedy to samica nie będąca matką danego dziecka opiekuje się nim, na przykład je wylizuje. Samice śpiące razem w jednej dziupli mogą razem wychowywać swe potomstwo. Samice po osiągnięciu dorosłości pozostają w sąsiedztwie, natomiast samce wyruszają w świat, poszukując własnego areału. W niewoli długość życia wynosi 18 lat.

## Rozmieszczenie geograficzne
Mikrusek myszaty występuje w zachodnim i południowo-wschodnim przybrzeżnym Madagaskarze od rejonu poniżej rzeki Onilahy (być może aż do Parku Narodowego Tsimanampetsotsa na południu oraz do Parku Narodowego Ankarafantsika na północy); oddzielna populacja w południowo-wschodniej części Madagaskaru występuje aż do lasów przybrzeżnych Mandena Conservation Zone.

## Ekologia
Lemurkowate żyją w lasach bądź rzadziej w krzakach. Siedliskiem mikruska myszatego są pierwotne i wtórne suche tropikalne lasy nizinne, półwilgotne lasy liściaste, lasy galeriowe, także lasy litoralu, jak i półsuche kolczaste krzewy. Preferuje niewielkiej wielkości gałęzie i obfitość lian. Kiedy jednak występuje sympatrycznie ze swym krewnym, mikruskiem złotobrązowym, wybiera jako kryjówki raczej dziuple drzew, podczas gdy mikrusek złotobrązowy gąszcz liści i lian. Degradacja siedliska negatywnie wpływa na mikruska myszatego, jako że brak bądź niedobór odpowiednich kryjówek oznacza dlań straty energii, podwyższa poziom stresu i zwiększa ryzyko śmierci.
Zwierzę konsumuje głównie bezkręgowce, zwłaszcza chrząszcze, ale i ćmy, modliszki, pająki, Fulgoridae, w znacznie mniejszym stopniu kręgowce, wśród których spożywać może płazy bezogonowe oraz jaszczurki z grupy kameleonowatych i gekonowatych. Zjada także wydzieliny pluskwiaków, dokładniej zakamuflowanych larw Flatida coccinea, zwłaszcza w porze suchej, kiedy brakuje innego pokarmu. Polega na nich bardziej niż współwystępujący mikrusek złotobrązowy. Samice mikruska mogą wtedy nawet przemieszczać się ku skrajom lasów, gdzie F. coccinea występują obficiej. Nie gardzi jednak pokarmem roślinnym, jak żywice, owoce, kwiaty, nektar, a nawet liście Uapaca.
Gatunek podlega istotnej presji ze strony drapieżników. Opisano drapieżnictwo na mikrusku myszatym ze strony 14 gatunków. Do rodzimych drapieżników zaliczają się płomykówka zwyczajna i fossa madagaskarska. Na mikruski myszate polują też introdukowane koty domowe i psy domowe. Mikruski wykształciły adaptacje zmniejszające ryzyko zgonu ze strony drapieżnika. Potrafią rozpoznać zapach drapieżnika i unikają miejsc przesyconych jego zapachem. Kontakt z zapachem drapieżnika zwiększał aktywność badanych zwierząt, czego nie czynił neutralny zapach.
Na południowym zachodzie swego zasięgu występowania mikrusek myszaty współwystępuje z mikruskiem szarobrązowym, na północnym zachodzie zaś z karłowatym, złotobrązowym i malutkim. W rejonie Ankarana współwystępować może z mikruskiem brązowogrzbietym.

## Zagrożenia i ochrona
Wszystkie lemurkowate (Cheirogaleidae) są objęte konwencją CITES. Również mikrusek myszaty uwzględniony został w Załączniku I tej konwencji. IUCN klasyfikuje go jako gatunek najmniejszej troski. Wśród zagrożeń Schwitzer i inni wymieniają rozwój rolnictwa metodą żarową (slash and burn) oraz odłów w celu trzymania jako zwierzę domowe, to ostatnie zwłaszcza w północnej i południowej części zasięgu występowania. Autorzy podkreślają jednak z drugiej strony szeroki zasięg występowania tego gatunku, zasiedlającego także kilka parków narodowych, wśród których wymieniają Park Narodowy Andohalela, Park Narodowy Ankarafantsika, Park Narodowy Baie de Maly, Park Narodowy Isalo, Park Narodowy Tsingy de Namoroka, Park Narodowy Zombitse-Vohibasia, tyleż samo specjalnych rezerwatów, a także prywatne obszary chronione, jak Mandena.